# Trung tâm Carter

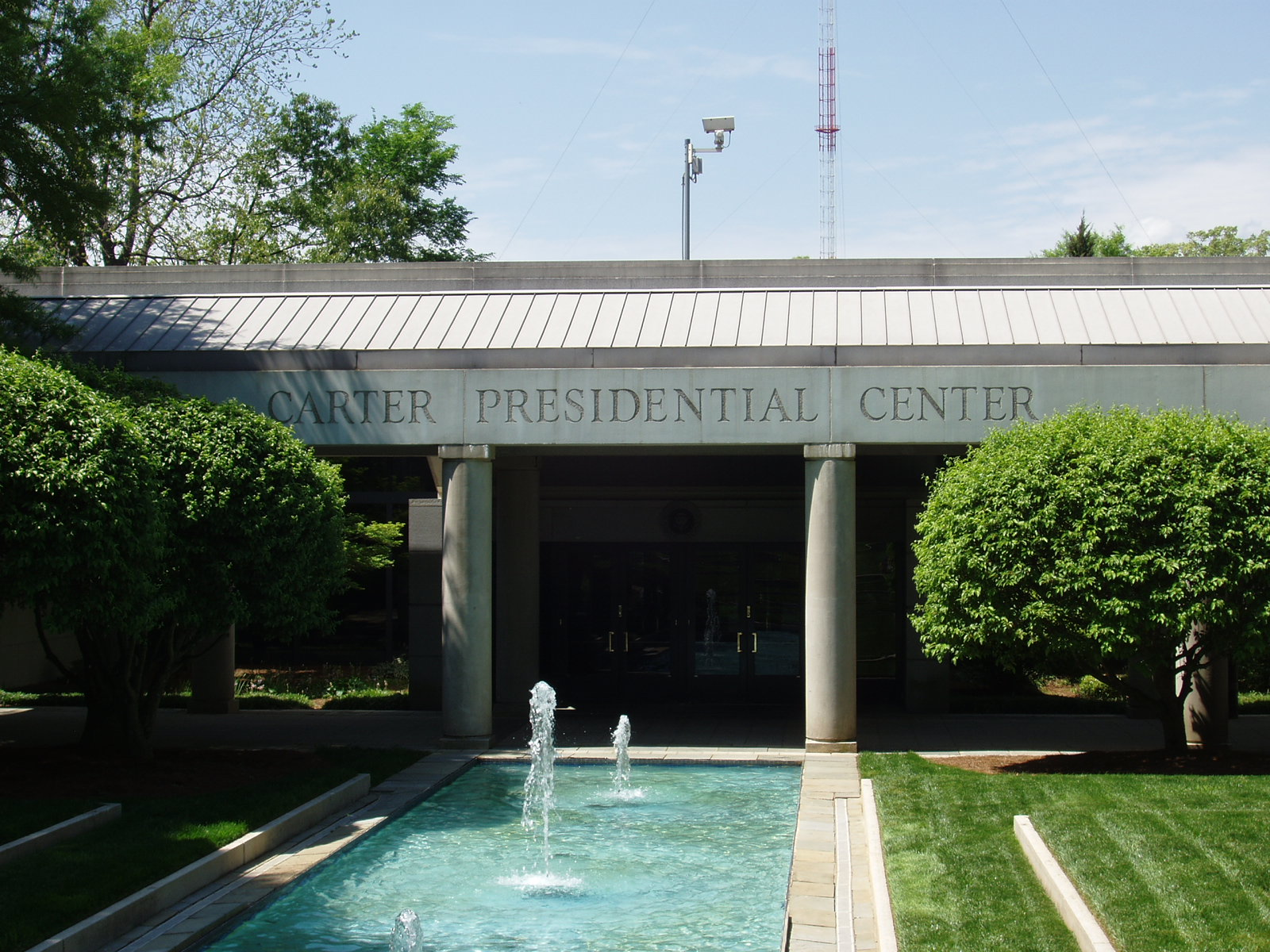
Thư viện Tổng thống Jimmy Carter

Trung tâm Carter là một tổ chức phi lợi nhuận được thành lập năm 1982 bởi cựu Tổng thống Hoa Kỳ Jimmy Carter và phu nhân, Rosalynn Carter, chủ tịch đương nhiệm của trung tâm là John J. Moores. Toạ lạc ở Atlanta, tiểu bang Georgia, trung tâm nằm trong khuôn viên một khu đại học cùng với Thư viện Tổng thống Jimmy Carter. Trung tâm Carter hoạt động liên kết với Đại học Emory, như thế các sinh viên đến từ Emory và từ nhiều đại học khác có thể làm việc tại trung tâm như là những thực tập sinh nội trú.
Theo website của Trung tâm Carter, tổ chức này có năm  nguyên tắc dẫn đường:
1. Trung tâm đặc biệt quan tâm đến hành động và kết quả. Dựa trên những nghiên cứ và phân tích cẩn thận, trung tâm sẽ chuẩn bị kỹ càng để có thể hành động đúng lúc cho những vấn đề quan trọng và cần có áp lực.
2. Trung tâm không sao chép những nỗ lực có hiệu quả của người khác.
3. Trung tâm hành động độc lập và trung lập trong các nỗ lực tìm kiếm giải pháp cho các cuộc tranh chấp.
4. Trung tâm tin rằng con người có thể cải thiện cuộc sống của mình nếu được cung ứng các kỹ năng cần thiết, kiến thức và cơ hội tiếp cận với các nguồn tài nguyên.

Trung tâm Carter nhận nhiệm vụ quan sát các cuộc bầu cử ở nước ngoài Hoa Kỳ, làm trung gian hoà giải trong các cuộc khủng hoảng quốc tế, củng cố các hệ thống quốc tế, khu vực và quốc gia nhằm đấu tranh cho dân chủ và dân quyền, các chương trình tiên phong làm giảm nhẹ các loạt bệnh tật phổ biến ở khu vực châu Mỹ Latin và Phi châu như bệnh sán Guinea.

## Giám sát bầu cử
Trung tâm Carter cử nhân viên đến thực thi nhiệm vụ giám sát tại:
- Cuộc Trưng cầu Dân ý tại Venezuela ngày 15 tháng 8 năm 2004 về việc bãi nhiệm Tổng thống Hugo Chavez, kết quả là một thắng lợi cho Chavez với 59,0%  số phiếu muốn tổng thống tiếp tục cầm quyền.
- Cuộc Tổng tuyển cử ở Ethiopia ngày 15 tháng 5 năm 2005.

Những hoạt động của cựu tổng thống Jimmy Carter đem đến cho ông Giải thưởng Nobel Hoà bình năm 2002 "vì những nỗ lực không mệt mỏi trong nhiều thập niên nhằm tìm kiếm những giải pháp hoà bình cho những xung đột quốc, nhằm thăng tiến dân chủ và dân quyền, và cổ xuý sự phát triển về kinh tế và xã hội".